# Johnny Petersen
Johnny Henri Petersen (Brande, 27 novembre 1947) è un allenatore di calcio ed ex calciatore danese, di ruolo centrocampista.

## Carriera

### Calciatore

#### Club
Petersen si forma e inizia la carriera nell'AB, con cui vince 1. division 1967.
Nel 1968 si trasferisce in America, ingaggiato dagli statunitensi del Boston Beacons, con cui disputa la prima edizione della North American Soccer League. Steen Olsen con i Beacons chiuse la stagione al quinto ed ultimo posto della Atlantic Division.
Terminata l'esperienza americana torna all'AB, con cui partecipa alla Coppa dei Campioni 1968-1969, raggiungendo gli ottavi di finali, persi contro i greci dell'AEK Atene. Nella competizione segnò due reti, una all'andata ed una al ritorno dei sedicesimi di finale contro Zurigo. Nella 1. division 1970, chiude con il suo club al secondo posto, ottenendo la qualificazione alla Coppa UEFA 1971-1972, da cui sarà eliminato ai trentaduesimi dagli scozzesi del Dundee.
Nella stagione seguente retrocede in cadetteria a causa del dodicesimo e ultimo posto del torneo, ritornando però immediatamente nella massima serie grazie alla vittoria della 2. Division 1972. 
La permanenza di categoria dura una sola stagione a causa del penultimo posto ottenuto nella 1. division 1973.
Nel 1974 si trasferisce ad Amburgo per giocare con il St. Pauli, con cui gioca due stagioni nella serie cadetta tedesca, sfiorando la promozione con il terzo posto nel girone settentrionale della 2. Fußball-Bundesliga 1974-1975.
Nel 1976 torna in patria per giocare nell'AB, giocando tre stagioni in cadetteria e poi nel 1978 passa al B.93, con cui gioca altre due stagioni in massima serie, ottenendo il sesto posto nella 1. division 1980.

#### Nazionale
Dopo aver giocato nell'Under-21, Petersen ha giocato 3 incontri con la nazionale danese, tutti nel 1970.

## Statistiche

### Cronologia presenze e reti in nazionale
| Cronologia completa delle presenze e delle reti in nazionale ― Danimarca | Cronologia completa delle presenze e delle reti in nazionale ― Danimarca | Cronologia completa delle presenze e delle reti in nazionale ― Danimarca | Cronologia completa delle presenze e delle reti in nazionale ― Danimarca | Cronologia completa delle presenze e delle reti in nazionale ― Danimarca | Cronologia completa delle presenze e delle reti in nazionale ― Danimarca | Cronologia completa delle presenze e delle reti in nazionale ― Danimarca | Cronologia completa delle presenze e delle reti in nazionale ― Danimarca |
| Data                                                                     | Città                                                                    | In casa                                                                  | Risultato                                                                | Ospiti                                                                   | Competizione                                                             | Reti                                                                     | Note                                                                     |
| ------------------------------------------------------------------------ | ------------------------------------------------------------------------ | ------------------------------------------------------------------------ | ------------------------------------------------------------------------ | ------------------------------------------------------------------------ | ------------------------------------------------------------------------ | ------------------------------------------------------------------------ | ------------------------------------------------------------------------ |
| 19-5-1970                                                                | Copenaghen                                                               | Danimarca                                                                | 0 – 2                                                                    | Polonia                                                                  | Amichevole                                                               | -                                                                        |                                                                          |
| 3-6-1970                                                                 | Helsinki                                                                 | Finlandia                                                                | 1 – 1                                                                    | Danimarca                                                                | Campionato nordico di calcio 1968-1971                                   | -                                                                        |                                                                          |
| 7-7-1970                                                                 | Reykjavík                                                                | Islanda                                                                  | 0 – 0                                                                    | Danimarca                                                                | Amichevole                                                               | -                                                                        |                                                                          |
| Totale                                                                   |                                                                          | Presenze                                                                 | 3                                                                        |                                                                          | Reti                                                                     | 0                                                                        |                                                                          |

### Allenatore
Petersen inizia la carriera di allenatore nel Skovlunde.
Nella stagione 1986 diventa l'allenatore del Brønshøj, guidandolo per quattro stagioni nella massima serie danese, retrocedendo in cadetteria al termine della 1. division 1989.
Dopo varie esperienze torna ad allenare nella massima serie con l'Herfølge, con cui vince la 1. Division 2002-2003 e nella Superligaen 2003-2004 ottiene il decimo posto in campionato.
Nel gennaio 2005 diventa l'allenatore del Nordsjælland, con cui ottiene il decimo posto nella Superligaen 2004-2005, posizione migliorata di un posto la stagione seguente.
Ultimo incarico lo svolge nell'AB tra il luglio e dicembre 2007.

## Palmarès

### Calciatore
- Campionato danese: 1

AB: 1967
- 2. Division: 1

AB: 1972

### Allenatore
- 2. Division: 1

Herfølge: 2002-2003